# Serveis 24/7
En el comerç i la indústria, el 24/7 o 24-7 és un servei caracteritzat per estar disponible a qualsevol hora, tot l'any. Una altra manera d'escriure-ho és 24x7, que significa “24 hores, 7 dies a la setmana” Altres formes menys utilitzades són 24/7/52 (denominació que hi afegeix “52 setmanes”) i servei 24/7/365 (nom que hi afegeix “365 dies”) per a aclarir que el servei està obert cada dia de l'any.
Aquests serveis també reben el nom de servei “non-stop”
El diccionari anglès, Oxford English Dictionary (OED) defineix el terme com «24 hores per dia, 7 dies per setmana; constantment». Va ser utilitzat per primera vegada en la revista nord-americana Sports Illustrated l'any 1983. En aquell article, el jugador de l'equip LSU, Jerry Reynolds, va descriure el seu tir en suspensió d'aquesta manera: 24/7/365.

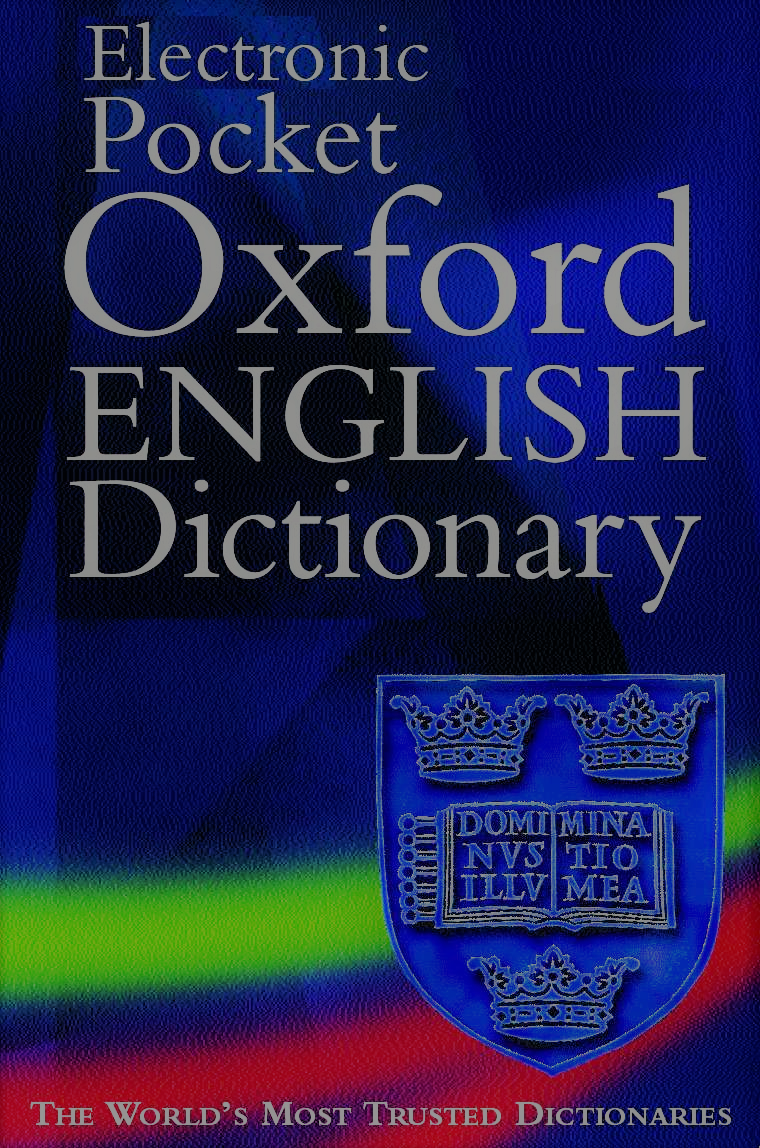
Diccionari anglés. OED

## Exemples

### Comerç
El servei 24/7 es pot oferir a un supermercat, en les botigues, en un caixer automàtic, en un assistent automàtic en línia, a una gasolinera, a un restaurant, en serveis de consergeria o en un centre de processament de dades, o en qualsevol empresa amb empleats especialitzada en el proveïment d'infermers, ja que als hospitals, els torns de treball d'aquests duren tot el dia, perquè estan oberts 24/7. El servei 24/7 pot estar present en taxis, en serveis de seguretat, i les zones urbanes molt poblades, també en els serveis de construcció.

### Serveis d'emergència i transport
Els serveis públics de 24/7 de vegades inclouen serveis mèdics d'urgència, la policia o el número telefònic dels bombers i d'emergències. Serveis de transport com aeroports, línies aèries, els serveis de ferri i a vegades els serveis de tren i autobús poden proveir el servei 24/7.

### Serveis industrials i públics
Els serveis industrials i de manufactura- sobretot aquells que operen prop o a la seva capacitat màxima, o que depenen de processos que són cars de suspendre- freqüentment proveeixen serveis 24/7. De manera similar, les empreses de serveis públics han de proveir serveis múltiples 24/7. Per exemple, un proveïdor d'electricitat ha de tractar amb informes d'apagades, i amb avisos de reparació d'emergències les 24 hores del dia, a més de motoritzar la infraestructura elèctrica i la producció d'electricitat sense pausa. El mateix ocorre amb els serveis de telecomunicació i d'Internet.

### Serveis sense ànim de lucre i beneficència
Moltes unitats de crisi i línies d'emergències proveeixen serveis 24/7.

## Mètodes

### Funcionament continu
Molts serveis 24/7 funcionen sempre ininterrompudament gràcies al torn rotatiu del personal.

### Alternació geogràfica
Els serveis 24/7 que utilitzen oficines virtuals, com els serveis telefònics d'atenció al client, poden contractar empleats de diferents llocs del món amb diverses zones horàries.

### Personal
Els professionals que proporcionen serveis indispensables, com advocats, doctors i veterinaris, poden donar atenció personal a qualsevol hora com a resposta als anuncis d'emergència. De manera similar, petits empresaris i empresaris independents que proveeixen serveis indispensables, com l'assistència en carretera, poden estar preparats per a respondre a les trucades entrants, a qualsevol hora.

## Interrupció del servei
En alguns casos, els serveis 24/7 poden no estar disponibles temporalment a causa de diferents circumstàncies. Aquestes situacions inclouen el manteniment programat del servei,les seues actualitzacions o millores, les reparacions urgents o els interdictes temporals. Els serveis 24/7 que requereixen la presència física dels empleats en una localització determinada també es poden veure interromputs si un nombre mínim d'empleats no pot estar present a causa de diversos factors, com ara les inclemències meteorològiques, les situacions de risc, els desastres naturals o l'evacuació forçosa.
Alguns serveis 24/7 tanquen els dies festius més importants.

### Resistència
Freqüentment, els serveis 24/7 utilitzen dissenys complexos que asseguren la seva resistència de cara a probabilitats d'interrupció, la recuperació en cas d'interrupcions, i mínimes normes de seguretat.
La infraestructura fonamental d'aquests serveis pot ser sostinguda per sistemes informàtics resistents als errors, generadors elèctrics, i comunicacions per satèl·lit. En cas d'una catàstrofe, alguns serveis 24/7 col·loquen infraestructures similars, freqüentment en altres regions geogràfiques.

## Crítiques

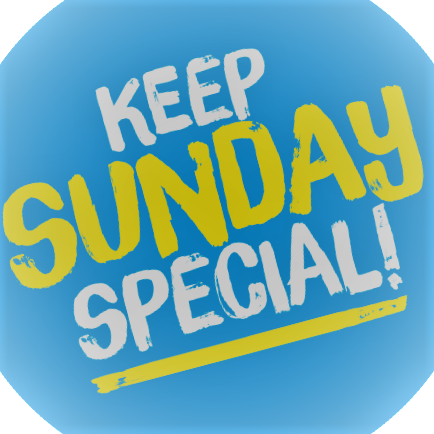
Keep Sunday Special

Hi ha hagut crítiques envers algunes empreses que asseguren el proveïment de serveis 24/7, però en realitat només la seva pàgina web està en funcionament, sense estar atesa per cap empleat. Quan no només els serveis han d'estar disponibles 24/7, sinó també els empleats han de tenir un horari laboral igual de flexible, aquest tipus de treball 24/7 poden posar els empleats en condicions que afecten la seva vida personal. S'han fet peticions per a una rehumanització dels llocs de treball 24/7. Alguns han posat èmfasi en aquesta "obsessió col·lectiva", que es dona especialment als Estats Units, la qual provoca una espècie d'orgull per aquest tipus de «treball a qualsevol hora», una actitud que es veu plasmada en el concepte de 24/7.
A Anglaterra, Gal·les i el nord d'Irlanda la legislació mercantil dominical evita que moltes tendes obrin realment 24/7, encara que aquestes de vegades s'anuncien així. Alguns serveis principals, com les gasolineres, estan exemptes de tancar. Una campanya en contra del canvi de les lleis va ser recolzada per moltes organitzacions, que inclouen l’Església d'Anglaterra, l'Església de Gal·les i moltes altres organitzacions seculars, anomenades Keep Sunday Special.